# Napoleon I. na císařském trůnu
Napoleon I. na císařském trůnu (Napoléon Ier sur le trône impérial) je obraz, který v roce 1806 vytvořil Jean Auguste Dominique Ingres. Olejomalba na plátně představuje portrét císaře Napoleona I. v korunovačním rouchu. Obraz je součástí sbírek Vojenského muzea v Paříži.

## Popis
Obraz zobrazuje císaře Napoleona v korunovačním oděvu, sedícího na trůnu, jehož horní část tvoří kruhové opěradlo, s područkami, které zdobí slonovinové koule představující zeměkouli. V pravé ruce drží žezlo Karla V. a v levé Main de justice. Na hlavě má zlatý vavřínový věnec. Přes zlatem vyšívanou saténovou tuniku má hermelínem podšitý fialový sametový plášť posetý zlatými včelami. Na krku má zavěšený Řád čestné legie. Pod svou levicí drží korunovační meč v pochvě. V levé dolní části je obraz signován INGRES P xit a vpravo datován ANNO 1806. Použité symboly odkazují na Napoleonovu touhu spojit svou moc s dřívější legitimitou Bourbonů: císařská purpurová barva se včelami (symbol Merovejců), bílá tunika, vavřínový věnec a orlí límec připomínající Římskou říši a odkazující na karolínskou tradici. Na gobelínu pod trůnem je vyšitý orel skalní.

## Historie
Obraz byl představen na Salonu roku 1806 pod položkou č. 272. Obraz zakoupil zákonodárný sbor k výzdobě jednoho ze sálů v Bourbonském paláci. V roce 1815 byl obraz převezen do muzea Louvre. Dílo poté v roce 1832 uložil Auguste de Forbin v Invalidovně a nahradilo tak obraz Jacquese-Louise Davida Bonaparte překračující Alpy, který byl v roce 1802 umístěn v Invalidovně, poté byl převezen na zámek v Saint-Cloud a později do Versailles. Dílo bylo původně umístěno v kapli Invalidovny, od roku 1860 se však přesunulo do knihovny (nyní Velký salon). Od roku 1897 dílo spravuje a uchovává Vojenské muzeum.
Historik Sébastien Allard vyslovil hypotézu, že původním objednavatelem obrazu byla italská instituce a ve skutečnosti dílo zobrazuje Napoleona jako italského krále. V horní části obrazu se nachází sotva zřetelný štít, na kterém lze rozlišit znak Papežského státu. Na čitelnější přípravné kresbě lze rozpoznat erby d'Este, Papežského státu, Lombardie, Benátek, Savojska, všechny s italskou korunou. Protože byl kvůli své inovativní ikonografii odmítnut, získal ho zákonodárný sbor.

## Předlohy a vliv
Svým pojetím portrét odkazuje na olympského Dia, kolosální sochu od sochaře Feidiáse, jehož póza sloužila jako model pro řadu zobrazení panovníků, ale také pro křesťanskou ikonografii. Sám Ingres využil tento postoj ve svém díle Jupiter a Thétis. Muzeum v Montaubanu má kopii převzatou z tisku byzantského obrazu zobrazujícího sedícího císaře, který by mohl být možným vzorem. Pro Roberta Rosenbluma byla předlohou, která inspirovala Ingrese, postava Boha z polyptychu Mystický Beránek od Jana van Eycka, který se nacházel v Louvru v době, kdy Ingres tento portrét maloval. Doboví kritici, včetně Chaussarda, přirovnávali malířův styl v tomto obraze k Van Eyckovi (tehdy nazývanému Jean de Bruges).
Na koberci, mezi znameními zvěrokruhu, která se objevují v medailonech na každém okraji, je vlevo viditelná kresba Madony della Seggiola od Raffaela. Ingres využil tento motiv jako poctu umělci, na kterého odkazoval i v jiných svých dílech: Portrét pana Rivière, Jindřich IV. hrající si se svými dětmi a Raffael a Fornarina.